# Leptogaster javanensis
Leptogaster javanensis là một loài ruồi trong họ Asilidae. Leptogaster javanensis được Meijere miêu tả năm 1914. Loài này phân bố ở miền Ấn Độ - Mã Lai và miền Australasia.